# Boscaler de Da Lat
El boscaler de Da Lat (Locustella idonea; syn: Locustella mandelli idonea) és una espècie d'ocell de la família dels locustèl·lids (Locustellidae). És endèmic del centre-sud del Vietnam. El seu estat de conservació encara no ha estat avaluat.

## Taxonomia
Segons la llista mundial d'ocells del Congrés Ornitològic Internacional (versió 13.2, juliol 2023) aquest tàxon tindria la categoria d'espècie. Tanmateix, altres obres taxonòmiques, com el Handook of the Birds of the World i la quarta versió de la BirdLife International Checklist of the birds of the world (Desembre 2019), el consideren encara una subespècie del boscaler de Mandelli (Locustella mandelli).